# Afročervorovití
Afročervorovití (Scolecomorphidae) představují nepočetnou čeleď beznohých obojživelníků z řádu červorů (Gymnophiona). Vyskytují se v rovníkové Africe.

## Systematika
Čeleď afročervorovitých popsal americký herpetolog Edward Harrison Taylor roku 1969. Její zástupci jsou však v některých systémech řazeni i v rámci čeledi cecíliovití (Caeciliidae). Problém některých historických systémů cecíliovitých totiž představoval jejich parafyletismus, kdy se některé samostatné čeledi ukázaly být fylogeneticky vnořeny v rámci takto vymezených cecíliovitých. Některé studie tento problém řešily právě synonymizací problematických taxonů, studie z roku 2011 tento problém vyřešila naopak rozdělením cecíliovitých do devíti samostatných čeledí; v nejužším slova smyslu tak cecíliovití zahrnují pouze dva rody.
Afročervorovití zahrnují pouze dva rody:
- rod Scolecomorphus Boulenger, 1883
  - Scolecomorphus kirkii Boulenger, 1883 – afročervor krátkohlavý
  - Scolecomorphus uluguruensis Barbour and Loveridge, 1928 – afročervor červenobřichý
  - Scolecomorphus vittatus (Boulenger, 1895) – afročervor pruhovaný
- rod Crotaphatrema Nussbaum, 1985 
  - Crotaphatrema bornmuelleri (Werner, 1899) – afročervor kamerunský
  - Crotaphatrema lamottei (Nussbaum, 1981) – afročervor Lamotteův
  - Crotaphatrema tchabalmbaboensis Lawson, 2000

## Popis
Afročervorovití dosahují celkové délky těla od 150 do 360 mm, většina dospělců délkou těla přesahuje 300 mm. Zástupci afročervorů sdílí řadu nezvyklých odvozených znaků. Tělo pokrývají pouze primární prstence, s nepočetnými dermálními šupinami. Podobně jako u cecíliovitých schází pravý ocas. Od cecíliovitých se nicméně afročervoři odlišují absencí třmínku ve středním uchu a jedinečnou anatomií očí: oči jsou v klidu překryty kůží a lebečními kostmi, jsou však spojeny se smyslovými tykadélky, jejichž pohybem mohou být povytaženy směrem ven.
Afročervoři představují endemitní skupinu východní a západní rovníkové Afriky. Jejich přirozeným prostředím jsou tropické deštné pralesy a přilehlé odlesněné oblasti, podobně jako u většiny červorů je jejich život spjat s půdním prostředím. O jejich ekologii a chování se na základě skrytého způsobu života ví pouze málo. Zástupci rodu Scolecomorphus jsou živorodí, vývoj mláďat probíhá v oviduktech, kde je samice dokonce krmí jakýmsi „mateřským mlékem“, výživnou látkou produkovanou vejcovody. Z důvodu podobné peče o mláďata jsou rovněž samice delší ve srovnání se samci. Zástupci rodu Crotaphatrema jsou pravděpodobně vejcorodí, zřejmě s přímým vývojem.